# واکنش راسکمپ
در شیمی آلی، واکنش راسکمپ(به انگلیسی: Roskamp reaction) یک نام واکنش است که واکنش بین α-دی‌آزواسترها (مانند اتیل دی‌آزواستات) و آلدهیدها برای تشکیل β-کتواسترها، را توصیف می‌کند که اغلب با استفاده از اسیدهای لوئیس مختلف (مانند BF۳ ،SnCl۲ و GeCl۲) به عنوان کاتالیزور انجام می‌شود. این واکنش به دلیل شرایط واکنش ملایم و گزینش‌پذیری آن قابل توجه است.

## کاربردها
واکنش راسکمپ در سنتز جامع (+) -آلکالوئید گالبولیمیما ۱۳ و (+) -هیمگالین استفاده می‌شود.

## همچنین ببینید
- واکنش بوخنر–کورتیوس–اشلوتربک
- آریل‌دار کردن میروین